# Tri-Stat dX
Tri-Stat dX ist ein universelles Rollenspiel, das 2003 von Guardians of Order entwickelt und veröffentlicht wurde. Es ist Teil einer Familie universeller Systeme (ähnlich GURPS und d20), das adaptierbare Regelsysteme besitzt und für jedes vorstellbare Genre und Setting verwendet werden kann.
Der Name Tri-Stat dX kommt von der Tatsache, dass die Charaktere in diesem System nur drei Hauptwerte haben: Mind (Geist), Body (Körper) und Soul (Seele). Das dX steht für den im Spiel verwendeten mehrseitigen Würfel, der frei skalierbar ist: W4, W6, W8, W10, W12 oder W20.
Das System basiert auf dem originalen TriStat-System, das 1999 durch das populäre Anime-Rollenspiel Big Eyes, Small Mouth (welches W6 verwendet) und durch das Superhelden-Rollenspiel Silver Age Sentinels (welches W10 verwendet) erstmals vorgestellt wurde. Mittlerweile sind eine ganze Reihe damit verwandter Systeme hinzugestoßen, wie Ex Machina und Dreaming Cities sowie, als Variante von TriStat, Tekumel.
Die Grundregeln des Tri-Stat-dX-Systems waren auch als kostenloser Download auf der Homepage von Guardians of Order verfügbar.

## Versionsgeschichte
Guardians of Order haben mit dem Rollenspiel A Game of Thrones ihre Tri-Stat-Regeln stark überarbeitet. Die folgenden Angaben beziehen sich auf die vorhergehende Version.

## Charaktererschaffung
Da alle Regelmechanismen in Tri-Stat dX zwei Würfel gleichen Typs verwenden (2w6, 2w10, 2w20 etc.), muss die erste Entscheidung des Spielleiters sein, das Power Level (Machtniveau) des Spiels und den damit zusammenhängenden Würfeltyp zu bestimmen.
Tri-Stat verwendet eine Tabelle von Stat Values (Wertausprägungen), welche von 1 (schlecht) bis 40 (gottgleich) reicht. Die menschliche Norm liegt bei 4. Je größer der Würfeltyp ist, umso mächtiger sind die Charaktere generell und erreichen Stat Values weit über der menschlichen Norm. In einem gewöhnlichen, der realen Welt nachempfunden Setting würde der Spielleiter den Würfeltyp auf 2w4 festlegen und damit den Charakteren einen maximalen unmodifizierten Würfelwurf von 8 erlauben. In einer typischen Action-Welt würde er 2w6 verwenden, was heroischere Charaktere und unmodifizierte Würfelwürfe bis 12 erlaubt. Übermenschliche Settings würden 2w8 verwenden und unmodifizierte Würfe bis 16 erlauben. Superhelden-Kampagnen würden 2w10 oder 2w12 verwenden. Gottgleiche Charaktere würden 2w20 verwenden.

### Character Points(Charakterpunkte)
Charaktere werden in Tri-Stat mit Character Points (Charakterpunkten) gebaut. Um das Spielgleichgewicht aufrechtzuerhalten, erhält jeder Charakter die gleiche Menge Charakterpunkte. Abhängig vom Machtniveau des Settings (und dem vom Spielleiter gewählten Würfeltyp) legt der Spielleiter eine Anzahl von Charakterpunkten fest, die jeder Spieler auf seine Werte und anderen Eigenschaften verteilen kann. In einer „realistischen“, gewöhnlichen Welt hätten die Charaktere 25 bis 50 Punkte. In einer Action-Welt erhielten die Charaktere 50 bis 75 Punkte, und so weiter. Gottgleiche Charaktere könnten 300 oder mehr Charakterpunkte haben.

### Stats(Werte)
Charaktere in Tri-Stat haben drei hauptsächliche Stats (Werte):
- Mind (Geist): Ein Maß der mentalen Kapazität und der Intelligenz des Charakters.
- Body (Körper): Ein Maß des physischen Könnens und der Gesundheit des Charakters.
- Soul (Seele): Ein Maß der Spiritualität und der Willenskraft des Charakters.

Typische Werte reichen von 1 bis 20, wenngleich die Werte in Abhängigkeit vom Machtniveau des Spiels höher gehen können. Die Stufen der Werte werden mit Charakterpunkten gekauft. Alle Stats kosten zwei Charakterpunkte je Erhöhung um eine Stufe, wobei man mindestens 2 Punkte für jeden Stat ausgeben muss, um den Mindestwert von 1 zu erhalten. Eine optionale Regel, die der Spielleiter einbringen kann, erhöht die Kosten für Werterhöhungen überproportional mit wachsender Stufe.

### Derived Values(Abgeleitete Eigenschaften)
Derived Values (abgeleitete Eigenschaften) werden durch eine mathematische Formel basierend auf den Werten des Charakters festgelegt.
- Attack Combat Value (ACV) (Angriffswert): [(Body + Mind + Soul) / 3], was der Fokus aller Stats des Charakters ist, um seinen Bonus auf das Treffen eines Gegners in Kampfszenen zu bestimmen.
- Defense Combat Value (DCV) (Defensivwert): [(Body + Mind + Soul) / 3 - 2], was die Fähigkeit des Charakters ist, auf hereinkommende Angriffe zu reagieren.
- Health Points (Gesundheitspunkte): [(Body + Soul) x 5], welche das Maß an Schaden sind, das der Charakter aushalten kann, bevor er betäubt oder getötet ist. Entspricht den Trefferpunkten anderer Systeme.

Optionale Derived Stats:
- Energy Points (Energiepunkte): [(Mind + Soul) x 5], ein optionaler Stat, welcher genutzt wird, um diverse Superkräfte anzuheizen. Wenn der Charakter keine Energy Points mehr hat, kann er diese Kraft nicht mehr nutzen.
- Shock Value (Schockwert): [(Health Points) / 5], für „realistischere“ Kampfszenen. Wenn ein Charakter sein Shock Value in Schaden einstecken muss, besteht die Gefahr, dass er betäubt wird.

### Attributes(Attribute)
Charakterpunkte, die vom Kauf von Stat-Stufen übrig geblieben sind, werden benutzt, um Attributes (Attribute) für den Charakter zu kaufen. Attribute repräsentieren spezielle Talente, Vergünstigungen und Superkräfte, die ein Charakter haben könnte. Mit diesen kann der Charakter beispielsweise fliegen, Zaubersprüche verwenden oder Stahlstangen verbiegen. Nicht alle Kampagnen verlangen von einem Charakter, Superkräfte zu haben, sodass der Spielleiter entscheiden kann, welche Attribute er in seinem Spiel erlaubt und welche nicht. Da einige Attribute mit den Vorteilen aus anderen Systemen vergleichbar sind, sind unabhängig vom Setting zumindest einige Attribute immer für die Charaktere erhältlich.
Tri-Stat hat viele Arten von Attribute, die ausgewählt werden können. Jedes Attribut kostet ein bestimmtes Maß an Charakterpunkten, um einen Rank Level (Rangstufe) in dieser Fähigkeit zu erwerben. Gewisse Attribute können von Power Modifier Values (Kraftmodifikatoren) beeinflusst werden, welche das beeinflusste Gebiet durch Kraft, Dauer, Reichweite oder Anzahl der Ziele modifizieren und die Punktekosten des Attributs pro Rang erhöhen.

### Defects(Defekte)
Defects (Defekte) sind das Gegenteil von Attributen und repräsentieren eine Art Nachteil oder Schwäche des Charakters. Durch die Auswahl von Defects kann der Spieler Charakterpunkte zurückerhalten, um sie an anderer Stelle auszugeben. Es sind viele Defects verfügbar und jeder gibt ein gewisses Maß an Charakterpunkten zurück, abhängig davon, wie sehr sie den Charakter behindern. Attribute können auch als Defects festgelegt werden, welche die Kosten der Kraft reduzieren. Beispielsweise könnte eine Strahlenwaffenkraft besondere Konzentration vom Charakter abverlangen und damit einem Gegner einen Vorteil verschaffen. Persönlichkeitsdefekte könnten eine Geisteskrankheit sein, unter welcher der Charakter leidet, wie Paranoia, Wahnvorstellungen oder Schizophrenie, oder der Charakter könnte eine Charakterschwäche haben und komplett unausstehlich oder ein schwieriger Umgang für andere sein.

### Skills(Fertigkeiten)
Skills repräsentieren spezielle Bereiche von Wissen oder Techniken, in denen ein Charakter herausragen könnte. Wie die meisten Spiele, die solche Fertigkeiten verwenden, hat Tri-Stat eine verständliche Liste von Skills, die für die Charaktere nützlich sein könnten. Natürlich können Spieler und Spielleiter weitere Skills hinzufügen, wenn Bedarf besteht. Abhängig vom Kampagnensetting können gewisse Skills nicht verfügbar sein. Beispielsweise wären in einem mittelalterlichen Setting keine Skills verfügbar, die mit Computern zu tun haben. Jede Fertigkeit ist obendrein an einen oder mehrere Stats des Charakters gebunden. Mechanics beispielsweise ist an Body und Mind gebunden. Welcher der beiden Stats jeweils verwendet wird, hängt davon ab, wie der Spielleiter die Benutzung durch den Charakter in der jeweiligen Spielsituation einschätzt.
Die Fertigkeiten sind unterteilt in General Skills (generelle Fertigkeiten) oder Combat Skills (Kampffertigkeiten) und werden von Skill Points (Fertigkeitspunkten) gekauft, welche von den Charakterpunkten abgekoppelt sind. Die Anfangssumme und der maximale Skill Level (Fertigkeitsstufe) werden durch das Power Level der Kampagne bestimmt. Beispielsweise haben die Charaktere in einem „menschlichen“ Spiel 10 Skill Points und einen maximalen Skill Level von 2. In einer gottgleichen Kampagne erhalten die Charaktere 60 Skill Points und einen maximalen Skill Level von 10. Verschiedene Attribute geben dem Charakter mehr oder weniger Skill Points. Der Skill Level eines Charakters legt fest, wie gut er die jeweilige Fertigkeit ausführt. Auf Stufe 1 ist er „gut trainiert“, und auf 10 ist er ein „himmlischer Meister“ der betreffenden Fertigkeit.
Die Kosten einer Fertigkeit hängen von der jeweiligen Fertigkeit und dem Kampagnensetting ab, in welchem sie benutzt wird. Relativ einfache Fertigkeiten wie Fahren kosten weniger als solche, die jahrelange Schulung zum Erwerb erfordern, wie beispielsweise Gehirnchirurgie. Fertigkeiten sind mit Specializations (Spezialisierungen) erhältlich, welche ein Teilgebiet der gesamten Fertigkeit umreißen. So könnte sich ein Charakter mit einer Handwerker-Fertigkeit auf „Holzbearbeitung“ oder „Klempnern“ spezialisieren. Der Erwerb von Spezialisierungen kostet unabhängig vom Setting nur einen Skill Point. Beispielsweise könnte ein Charakter Feuerwaffen für 8 Skill Points auf Stufe 1 erwerben und einen Skill Point ausgeben, um sich auf Pistolen (Stufe 2) zu spezialisieren. Bei Benutzung jeglicher anderen Art von Feuerwaffe wäre seine effektive Stufe 1, aber mit einer Pistole wäre es Stufe 2.

## Übersicht über die Spielmechaniken
Alle Würfelwürfe in Tri-Stat verwenden zwei Würfel des gleichen Typs. Abhängig vom Power Level sind diese Typen unterschiedlich. Für mundane Settings sind es 2w4, für heroische 2w6, für posthumane 2w8, für Superhelden 2w10 bis 2w12 und für gottgleiche 2w20. Die Methode der Taskauflösung ist mit der in GURPS vergleichbar, wo die Zielzahl unterwürfelt werden muss, um einen Erfolg zu erzielen.

### Taskauflösung
Wann immer der Ausgang einer Handlung eines Charakters ungewiss ist, muss dieser einen Würfelwurf durchführen, um zufällig Erfolg oder Misserfolg zu bestimmen. Es gibt drei Arten von Proben in Tri-Stat, Stat Checks (Wertproben), Skill Checks (Fertigkeitsproben) und Contested Checks (vergleichende Proben). Stat Checks werden durchgeführt, wenn der Spielleiter der Ansicht ist, es käme mehr auf die natürliche Begabung des Charakters statt auf seine Fertigkeiten an. Skill Checks werden durchgeführt, wenn ein bestimmter Bereich der Fertigkeiten des Charakters abgeprüft werden muss. Contested Checks werden durchgeführt, wenn eine Handlung in Konflikt mit einem anderen Charakter oder NSC steht.
Ohne Konflikt mit anderen Charakteren werden Stat Checks und Skill Checks gegen einen vom SL bestimmten Difficulty Modifier (Schwierigkeitsmodifikator) abgelegt. Modifikatoren reichen von +6 (sehr einfach) bis -6 (sehr schwer). Für 2w20 wäre etwas wirklich Leichtes +20 und etwas wirklich Schweres -20. In allen Fällen wird die durchschnittliche Schwierigkeit auf 0 gesetzt.
Beim Ablegen eines Stat Checks muss der Spieler mit seinen zwei Würfeln ein Ergebnis gleich dem Stat oder kleiner erreichen. Beispielsweise müsste zum Öffnen einer schweren Tür gleich dem Body Stat oder kleiner gewürfelt werden. Wird dieser überwürfelt, schlägt die Handlung fehl.
Zum Ablegen eines Skill Checks addiert der Spieler den Skill zum passenden Stat und muss versuchen, kleiner oder gleich dieser Summe zu würfeln. Wie beim Stat Check ist ein höherer Wurf ein Fehlschlag. Oft mag die Spielleitung entscheiden, dass eine bestimmte Aufgabe mindestens eine Stufe in einem Skill erfordert, andernfalls kann der Charakter die Aufgabe nicht ausführen oder der Spieler muss gegen dessen einfachen Stat würfeln, wofür der Spielleiter abhängig von der Vertrautheit des Charakters mit der Situation einen positiven oder negativen Modifikator festlegen kann.
In einem Konflikt mit einem anderen Charakter muss der Spieler einen normalen Stat Check bzw. Skill Check ablegen, aber obendrein ein besseres Ergebnis als der Gegner erzielen, um Erfolg zu haben. Spielleiter können nach ihrem Ermessen positive oder negative Modifikatoren verhängen, je nachdem, ob der Herausforderer einen Vor- oder Nachteil während der Probe hat.

### Combat Scenes(Kampfszenen)
Zeit wird in Tri-Stat in Rounds (Runden) gemessen, welche etwa 5 Sekunden in Realzeit entsprechen. Runden werden miteinander zu Scenes (Szenen) verbunden. Eine Szene wechselt, wenn sich spezielle Ereignisse und Orte im Spiel ändern. Beispielsweise würde sich eine Kampfszene ändern, wenn sie von einer Kneipe auf den davorliegenden Parkplatz verlagert wird. Während einer Runde kann ein Charakter mehrere Arten von Aktionen unternehmen wie etwa Bewegung, Angriff und Verteidigung.
Kampf kann als eine Ansammlung von Contested Checks betrachtet werden. Für Angriffe verwenden Charaktere ihr Attack Combat Value (ACV) als Wert, der unterwürfelt werden muss. Der ACV kann durch Combat Skills wie Gun Combat modifiziert werden, wobei Spezialisierungen wie üblich helfen. Um die Initiative (Initiative) zu bestimmen, werden 2w + ACV gewürfelt. Der höchste Wurf Gains Initiative (gewinnt die Initiative) und erlaubt dem damit verbundenen Charakter, als Erstes zu handeln oder seine Handlung hinauszuzögern und den Feind zuerst handeln zu lassen.
Verteidiger würfeln gegen ihr Defense Combat Value: (DCV), um zu prüfen, ob sie hereinkommende Angriffe abwehren können. Eine gelungene Probe bedeutet, dass der Angriff abgewehrt wurde, während eine misslungene bedeutet, dass der Charakter Schaden erleidet.

### Schadensabwicklung
Charaktere können Schaden entweder von Verletzungen oder von Angriffen im Kampf erhalten. Jede Attacke hat ein Maximum Damage Rating (MDR) (maximaler Schadenswert), der die totale Summe an Schadenspunkten angibt, die eine bestimmte Waffe oder Unfallsituation bei einem Opfer anrichten kann. Wenn ein Angriff durch die Abwehr dringt, erleidet der Verteidiger Schaden. Abhängig vom Power level der Kampagne wird der Schaden mit 2 Würfeln ausgewürfelt und auf der Damage Percentage Table (Schadensprozenttabelle) nachgesehen. Dieser Wurf bestimmt, ob das Opfer 25 %, 50 %, 75 % oder 100 % des MDRs erleidet. Der ACV des Angreifers wird komplett zum Prozentsatz des MDRs addiert, um das totale Maß an angerichtetem Schaden zu bestimmen. Schaden wird dann von den Health Points eines Charakters oder Objektes abgezogen.
Zudem gibt es noch optionale Regeln zur Schadensberechnung. Eine davon orientiert sich an BESM, da die Angriffe immer 100 % Schaden anrichten (wobei 75 % Schaden näher an BESMs Schadenswerte wäre und auch das häufigste Ergebnis eines normalen Schadenswurfs ist). Bei einer anderen Methode – basierend auf der Tri-Stat Version von Hong Kong Action Theater!, in dem die Spieler in die Rolle von Kung-Fu-Schauspielern schlüpfen – richten Treffer ebenfalls 100 % Schaden an. Zusätzlich kann man trotz einer gelungenen Abwehr des Verteidigers immer noch 50 % Schaden anrichten, falls der Angreifer seinen ACV durch seinen Angriffswurf stärker unterbieten konnte als der Verteidiger seinen DCV.
Critical Hits (kritische Treffer) werden angerichtet, wann immer die Angriffswürfel 2 ergeben. Der Angreifer trifft sein Ziel automatisch (welches nicht dagegen verteidigen kann). Das Ziel erleidet dann den doppelten MDR der Waffe zuzüglich dem ACV des Angreifers an Schaden.
Wenn ein Charakter all seine Health Points verliert, wird er bewusstlos und beginnt zu sterben. Wenn die Health Points unter den negativen Wert der Health Points fallen, ist er tot. Beispielsweise stirbt ein Charakter mit 25 Health Points wenn seine Health Points -25 erreichen.

### Belohnungen
Spielleiter können Tri-Stat-Charaktere mit Advancement Points (Fortschrittspunkten) belohnen, welche die Spieler verwenden können, um Werte zu verbessern.